# ペイシェンス
「ペイシェンス」（Patience）はイギリスのバンド、テイク・ザットのシングルである。約11年ぶりの4thアルバム『ビューティフル・ワールド』からの1stシングルである。メインボーカルはゲイリー・バーロウ。

## チャート
2006年のUK売り上げ8位に認定され、トップ10にも10週間とどまり、テイク・ザットのこれまでの記録を塗り替えた。しかし、クリスマス・ナンバー1はレオナ・ルイスの「ア・モーメント・ライク・ディス」に譲った。また、ブリット・アウォーズでベストシングル賞を受賞し、発売されてから14週間経ったにもかかわらず、再びUKチャート・トップ10にランクインした。35万2500枚を売り上げた。
1週目ではUKチャート4位（UKチャート1週目で3位より下のランキングは1992年の「恋はマジック」以来である）、2週目には1位をマーク、4週間1位をマークした。

## ミュージックビデオ
ビデオはアイスランドで撮影された。監督はデイヴィッド・モールド。
映像は、メンバーの4人が荒れ果てた大地をマイクスタンドを持ちながらそれぞれ違うところから歩いてきて、最後に山の上で出会い、嵐が迫りくる中一緒に歌いだすという内容。これは約11年ぶりに再結成したことを表現している。

## トラックリスト
- デジタルダウンロード

1. "Patience" – 3:20

- UK CDシングル

1. "Patience" – 3:20
2. "Beautiful Morning" – 3:37

- マキシシングル

1. "Patience" – 3:20
2. "Beautiful Morning" – 3:37
3. "Trouble With Me" – 3:24
4. "Patience" (Video) – 3:21

## チャート
| チャート (2006–2021)                     | 最高 順位 |
| ---------------------------------------- | --------- |
| オーストラリア (ARIA)                    | 29        |
| オーストリア (Ö3 Austria Top 40)         | 4         |
| ベルギー (Ultratop 50 Flanders)          | 24        |
| ベルギー (Ultratip Wallonia)             | 2         |
| カナダ (Canadian Hot 100)                | 21        |
| カナダ AC (Billboard)                    | 24        |
| カナダ Hot AC (Billboard)                | 10        |
| CIS (TopHit)                             | 6         |
| チェコ (Rádio Top 100)                   | 6         |
| デンマーク (Tracklisten)                 | 6         |
| ヨーロッパ (Eurochart Hot 100)           | 1         |
| ドイツ (GfK Entertainment charts)        | 1         |
| ドイツ向けエアプレイ (BVMI)              | 1         |
| ハンガリー (Rádiós Top 40)               | 2         |
| ハンガリー (Single Top 40)               | 32        |
| アイルランド (IRMA)                      | 2         |
| イタリア (FIMI)                          | 2         |
| オランダ (Dutch Top 40)                  | 18        |
| オランダ (Single Top 100)                | 12        |
| ノルウェー (VG-lista)                    | 14        |
| ルーマニア (Romanian Top 100)            | 15        |
| ロシア (TopHit)                          | 14        |
| スコットランド (Official Charts Company) | 1         |
| スロバキア (Rádio Top 100)               | 7         |
| スペイン (PROMUSICAE)                    | 1         |
| スウェーデン (Sverigetopplistan)         | 6         |
| スイス (Schweizer Hitparade)             | 1         |
| UK シングルス (OCC)                      | 1         |

| チャート (2006)                  | 順位 |
| -------------------------------- | ---- |
| CIS (TopHit)                     | 130  |
| ドイツ (Official German Charts)  | 89   |
| アイルランド (IRMA)              | 20   |
| オランダ (Dutch Top 40)          | 170  |
| スウェーデン (Sverigetopplistan) | 50   |
| イギリス (OCC)                   | 8    |

| チャート (2007)                 | 順位 |
| ------------------------------- | ---- |
| CIS (TopHit)                    | 111  |
| ヨーロッパ (Eurochart Hot 100)  | 21   |
| ドイツ (Official German Charts) | 35   |
| オランダ (Dutch Top 40)         | 166  |
| オランダ (Single Top 100)       | 96   |
| ルーマニア (Romanian Top 100)   | 97   |
| イギリス (OCC)                  | 30   |

| チャート (2000–2009) | 順位 |
| -------------------- | ---- |
| イギリス (OCC)       | 57   |

## 認定
| 国/地域                                                       | 認定        | 認定/売上数 |
| ------------------------------------------------------------- | ----------- | ----------- |
| デンマーク (IFPI Danmark)                                     | Platinum    | 8,000^      |
| ドイツ (BVMI)                                                 | Gold        | 150,000^    |
| イギリス (BPI)                                                | 2× Platinum | 1,200,000   |
| ^ 認定のみに基づく出荷枚数 · 認定のみに基づく売上数と再生回数 |             |             |

## カバー
ザ・ウォンバッツは2008年1月9日のBBC Radio 1の番組『ライヴ・ラウンジ』でこの曲をカバー曲に選んだ。ハンク・マーヴィンも2007年のアルバム『ギターマン』でこの曲をカバーした、更にニック・ラシェイもカバー・シングルをアメリカで発売した。